# Свети Илия (Белопопци)
„Свети пророк Илия“ е православен манастир, осветен през 1909 година в софийското село Белопопци.
Разположен е на около километър северно от селото сред живописна гледка. До него води стар път, който минава покрай обработваеми ниви и буди асоциации с Елин Пелиновите разкази. Около манастира се простира малка горичка, в която се намира малко кладенче, известно сред местните с името Света вода. По-късно е изградена и чешма.
За историята на храма се разказва от Григор Пушкаров още през далечната 1911 г. На мястото, на което е издигнат манастирът, са открити каменни основи на църква. Според преданието – жителка на селото, т.нар. баба Ангелина, получава пророчески видения, в които тя вижда църква под земята. След известно време църковният настоятел по това време – Димитър Белопопски разрешава да се започнат разкопки. Открита е постройка – стара църква. На мястото на откритието е поставено кандило и така то започва да бъде посещавано от миряни.
Започва изграждането на храм „Св. прор. Илия“. Голяма заслуга има Димитър Белопопски – църковният настоятел по онова време, и много доброволци, сред които са свещеникът Иван Стоянов, църковният настоятел Александър Балабанов, стенописецът Йото Иконописеца (Иван Недялков) и много други. Храмът е открит и осветен от софийски митрополит. Днес в двора на манастира се намира паметник на Димитър Белопопски.
Всяка година на 20 юли се провежда традиционен събор, събират се хора от селото и региона, за да посрещнат празника Илинден.
През 2016 г. е открита зона за развлечение и екопътека „Манастир Св. Илия“ – „Язовира“.
- Изглед на манастира
- Екопътека
- Зона за развлечение